# Sculptures rupestres de Dazu
Les sculptures rupestres de Dazu (chinois : 大足石刻 ; pinyin : Dàzú Shíkè ; litt. « pierre sculptée de Dazu »), situées dans le xian de Dazu, près de Chongqing, en Chine, forment une série exceptionnelle de sculptures religieuses, datant principalement du VIIe au XIVe siècle. Elles ont été inscrites sur la liste du patrimoine mondial de l'UNESCO en 1999.

## Datation
Les plus anciennes de ces œuvres datent de 650 environ, mais les plus remarquables ont été réalisées du IXe au XIIIe siècle, période de plein épanouissement artistique de la sculpture rupestre chinoise.

## Description
On dénombre 75 sites protégés, abritant à la fois des statues, au nombre de 50 000 environ, et des inscriptions et épigraphes, formées de plus de 100 000 caractères chinois.
Ces sculptures sont particulièrement remarquables par la grande richesse de leurs sujets, tant religieux que séculiers, qui font la synthèse entre le bouddhisme, le taoïsme et le confucianisme, mais offrent également une représentation de la vie à cette époque, aussi bien des princes et des personnages publics que des petites gens.

## Localisation
Les sculptures sont réparties sur les flancs escarpés de cinq montagnes des environs de Dazu :
- Le Mont Bei (Bei Shan) : une falaise de 300 m de long abrite plus de 10 000 sculptures, dont plus de la moitié représentent des sujets liés au bouddhisme tantrique ;
- Le Mont Baoding (Baoding Shan) : le site, situé au bord d'une gorge en forme de U, abrite deux groupes de sculptures, considérées comme l’apothéose de la sculpture rupestre chinoise, parmi lesquelles l'« Avalokiteśvara aux 1 000 bras » (en réalité 1 007) est particulièrement remarquable ;
- Le Mont Nan (Nan Shan) : le site abrite des sculptures du XIIe siècle, qui dépeignent principalement des sujets taoïstes ;
- Le Mont Shizhuan (Shizhuan Shan) : le site abrite des sculptures de la fin du XIe siècle, qui représentent séparément des images bouddhistes, taoïstes et confucianistes ;
- Le Mont Shimen (Shimen Shan) : le site abrite des sculptures de la première moitié du XIIe siècle, qui représentent des sujets bouddhistes et taoïstes.

Sculptures rupestres de Dazu
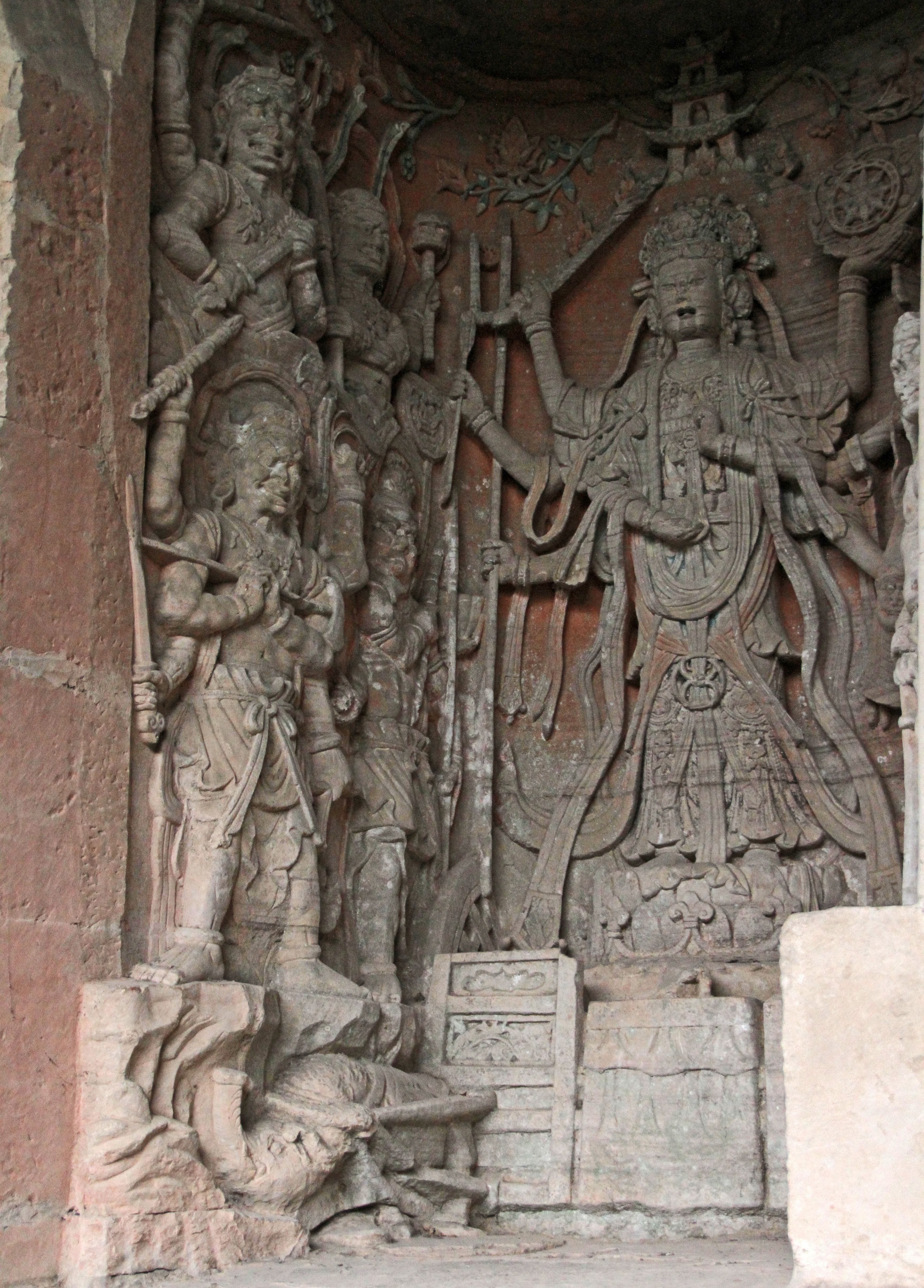
Bei Shan
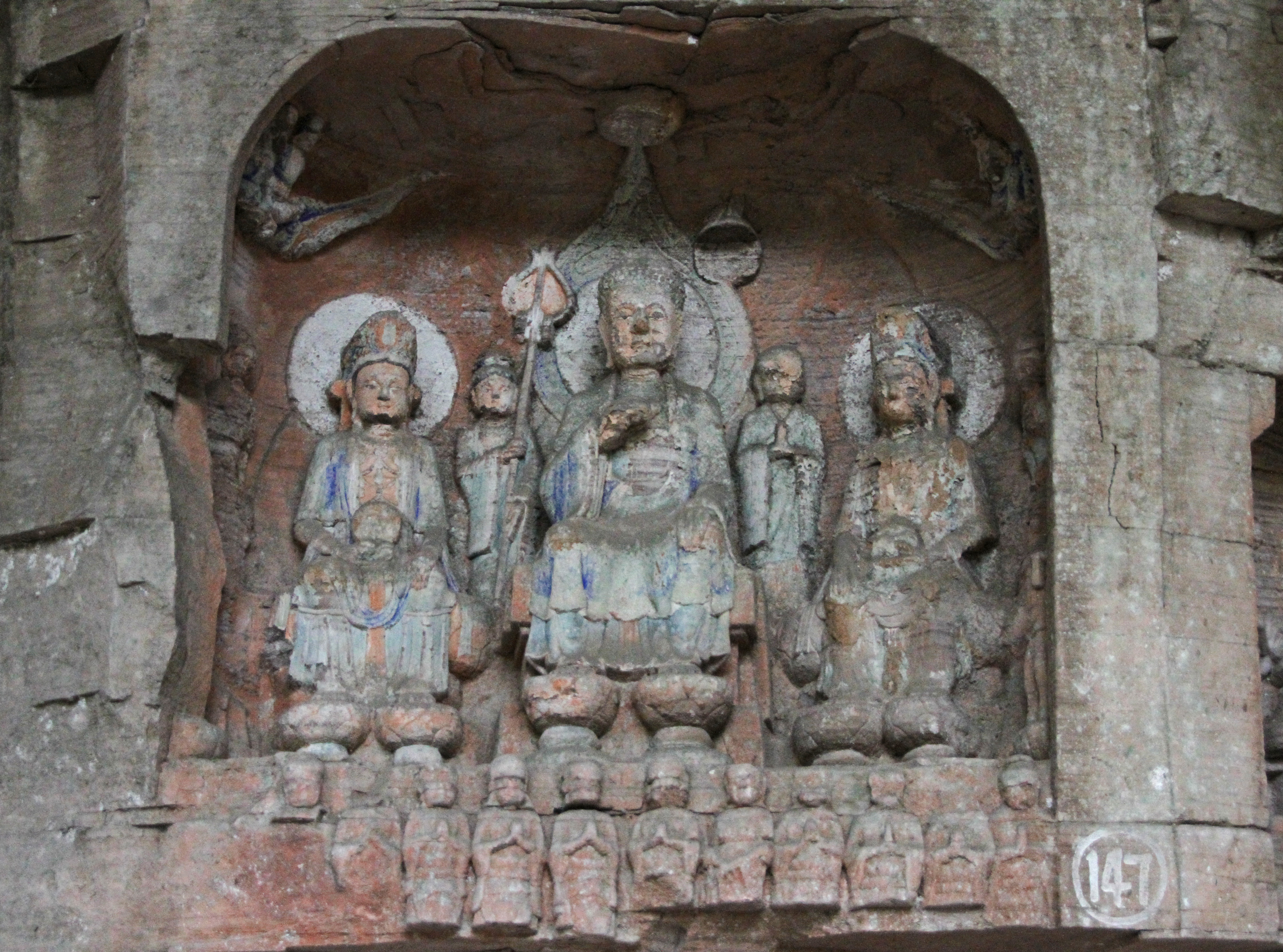
Bei Shan
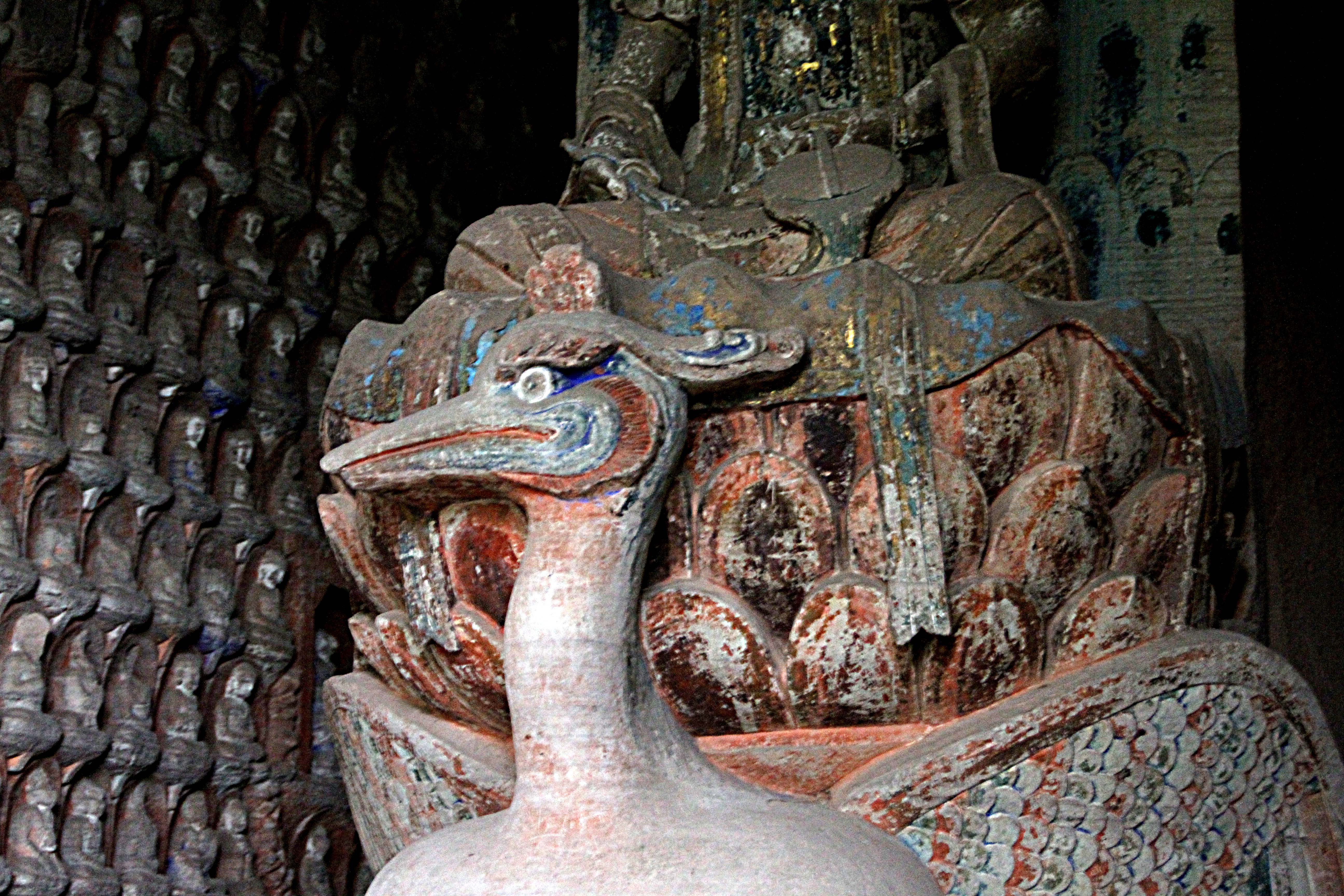
Bei Shan
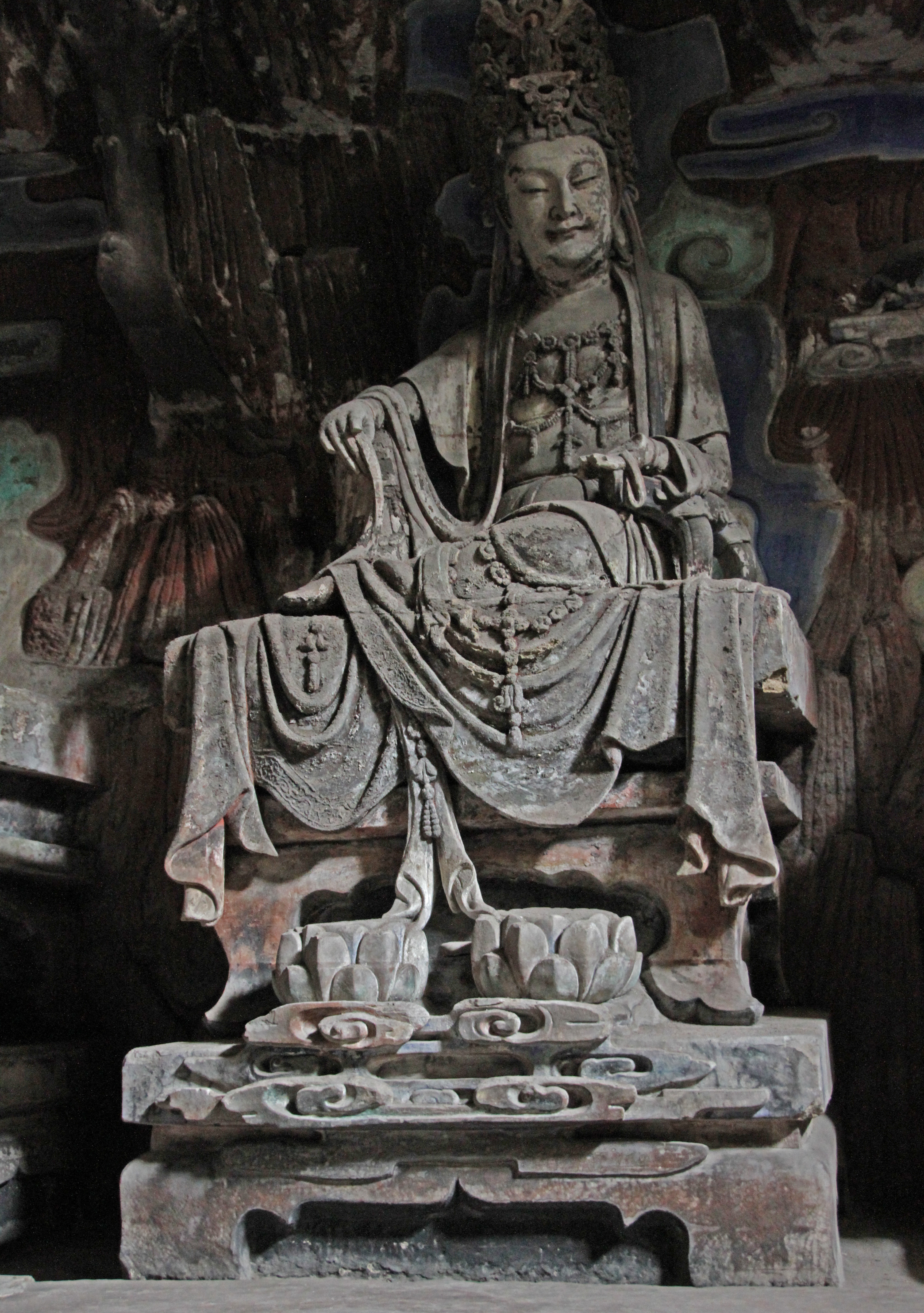
Baoding Shan
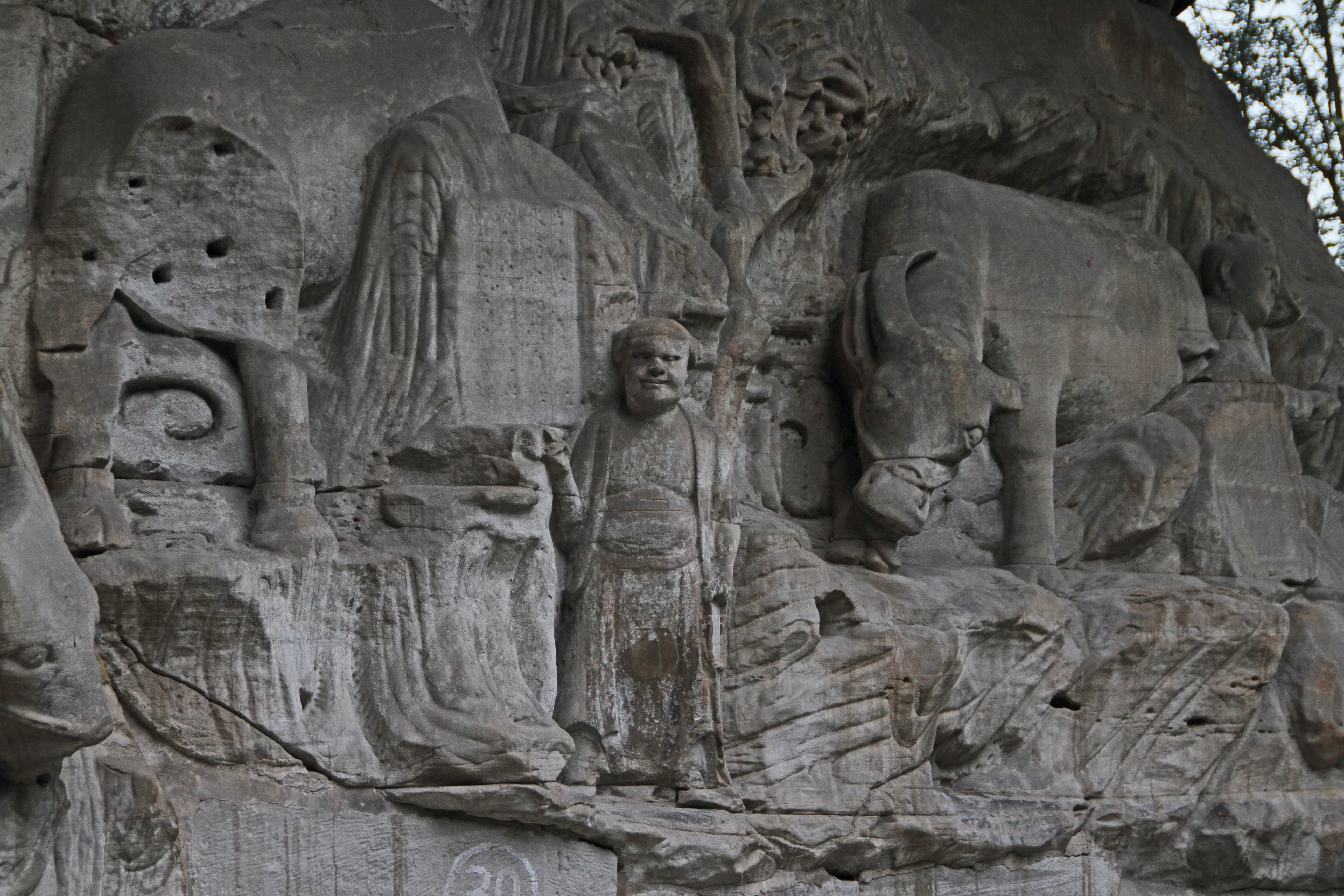
Baoding Shan
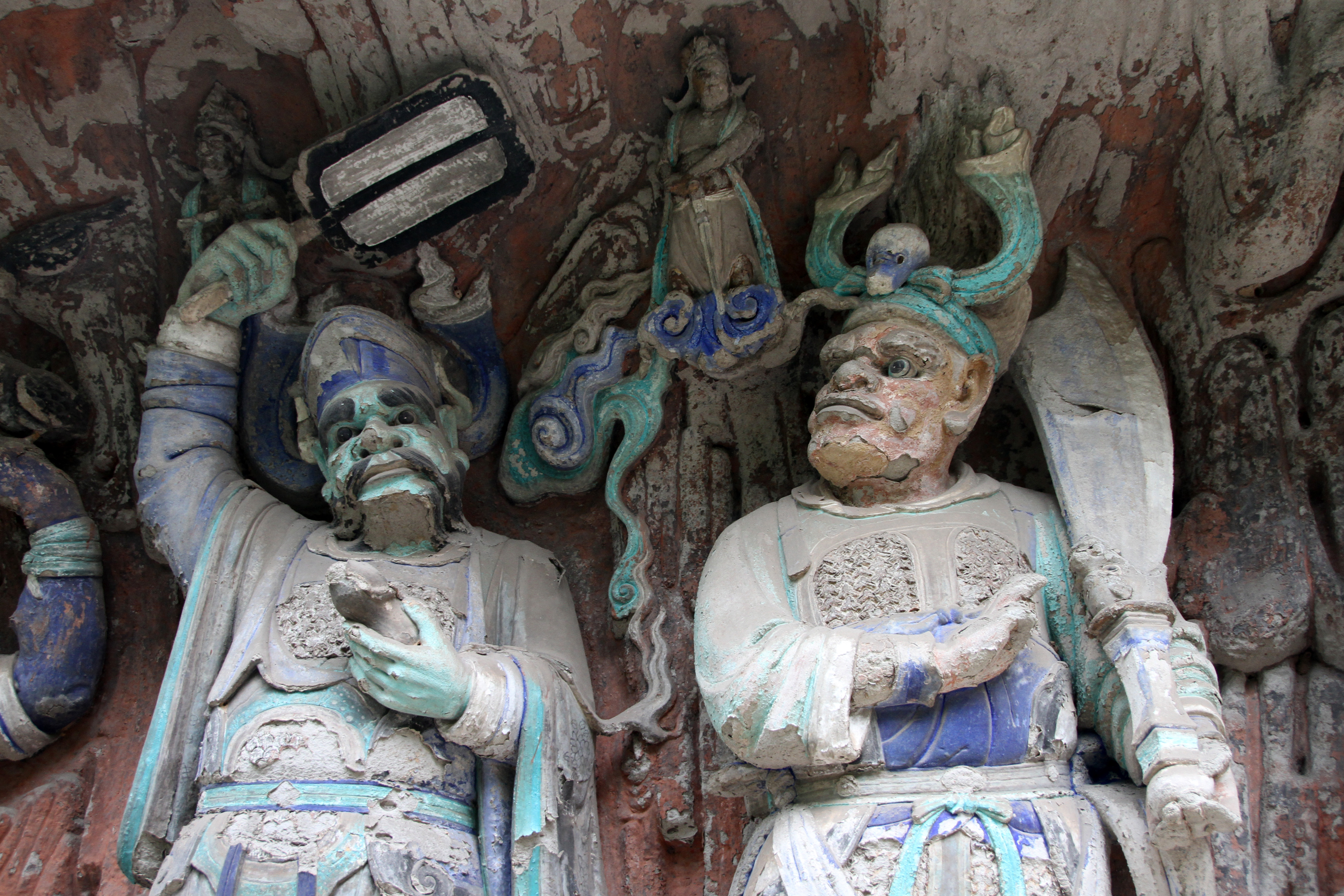
Baoding Shan
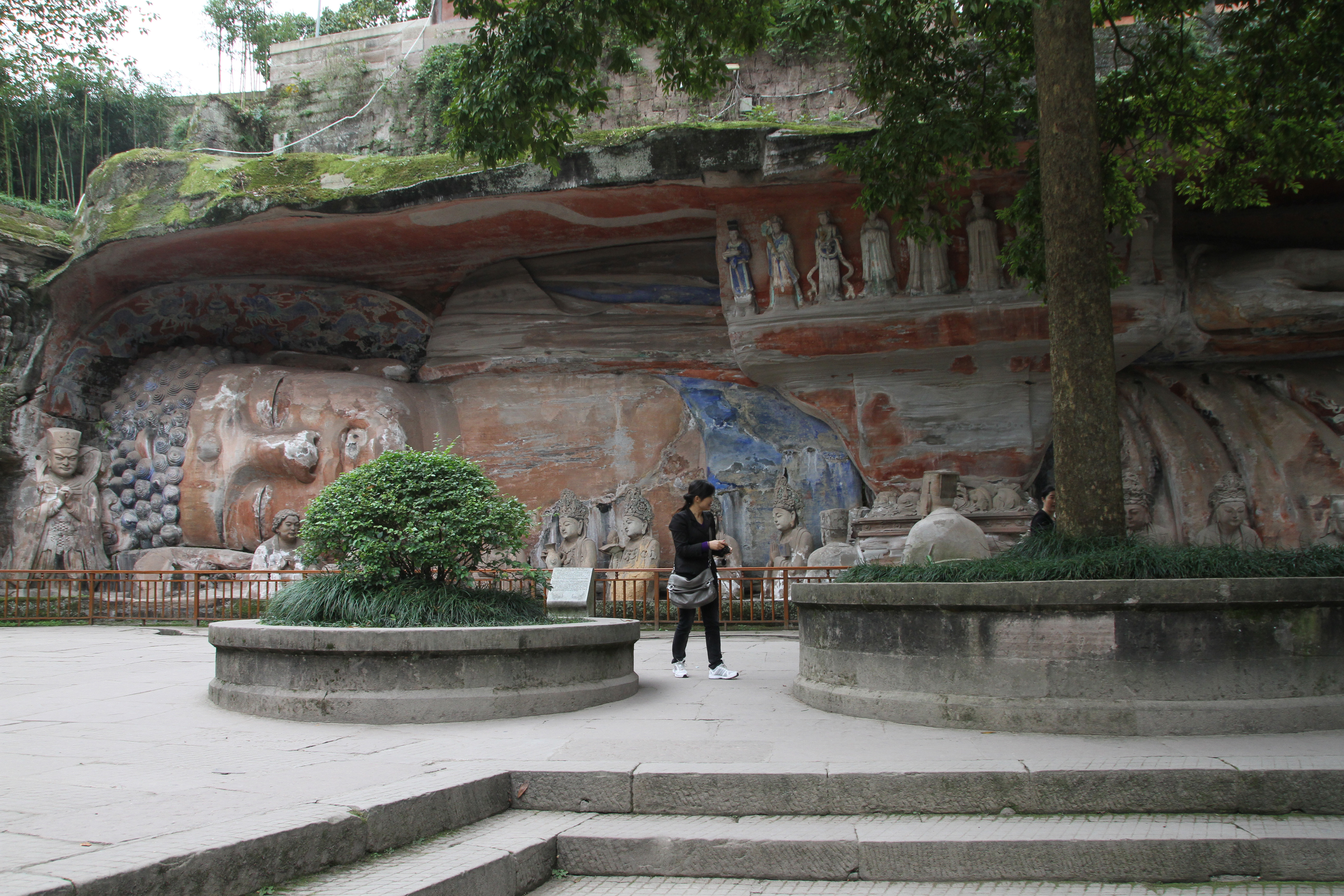
Baoding Shan
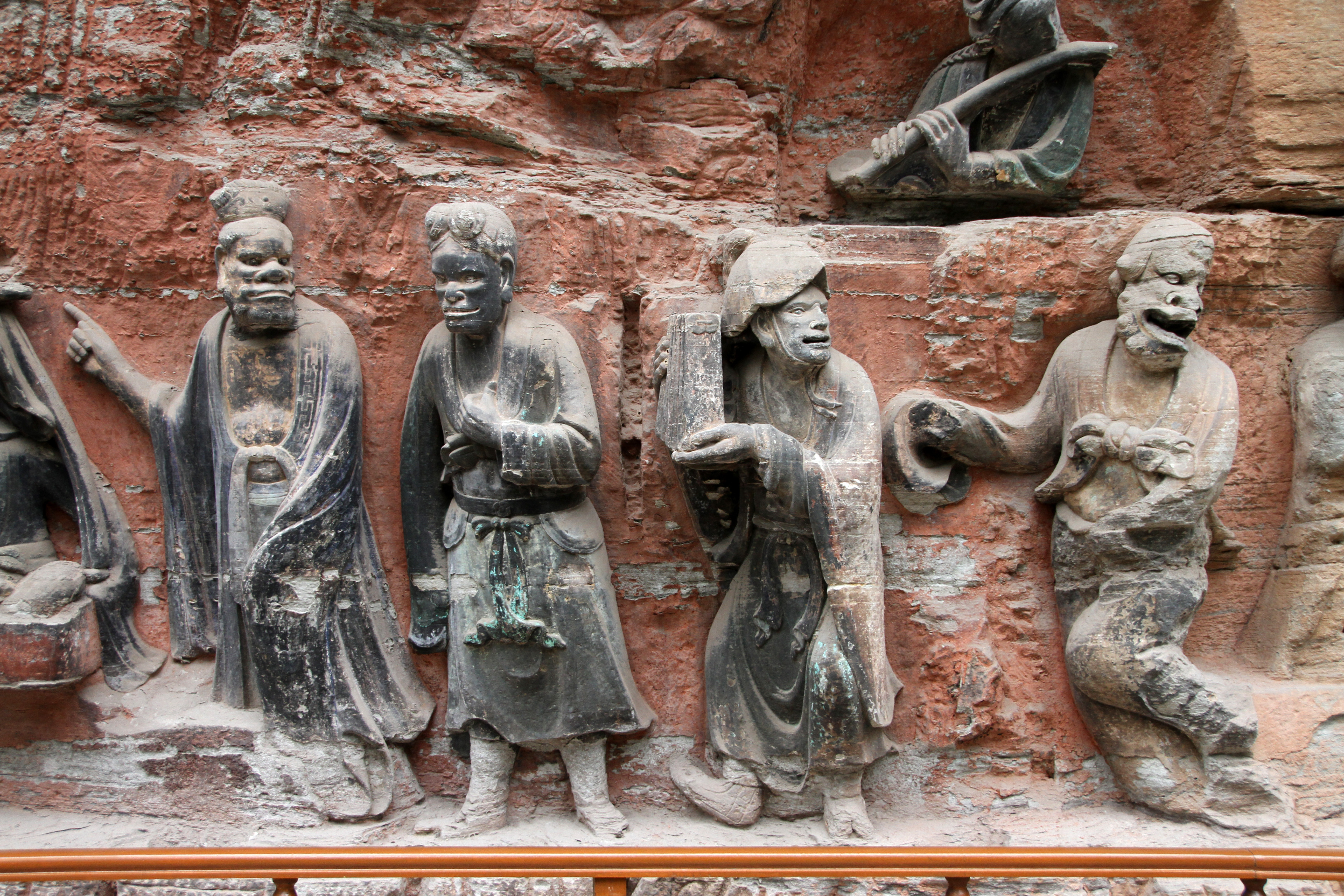
Baoding Shan
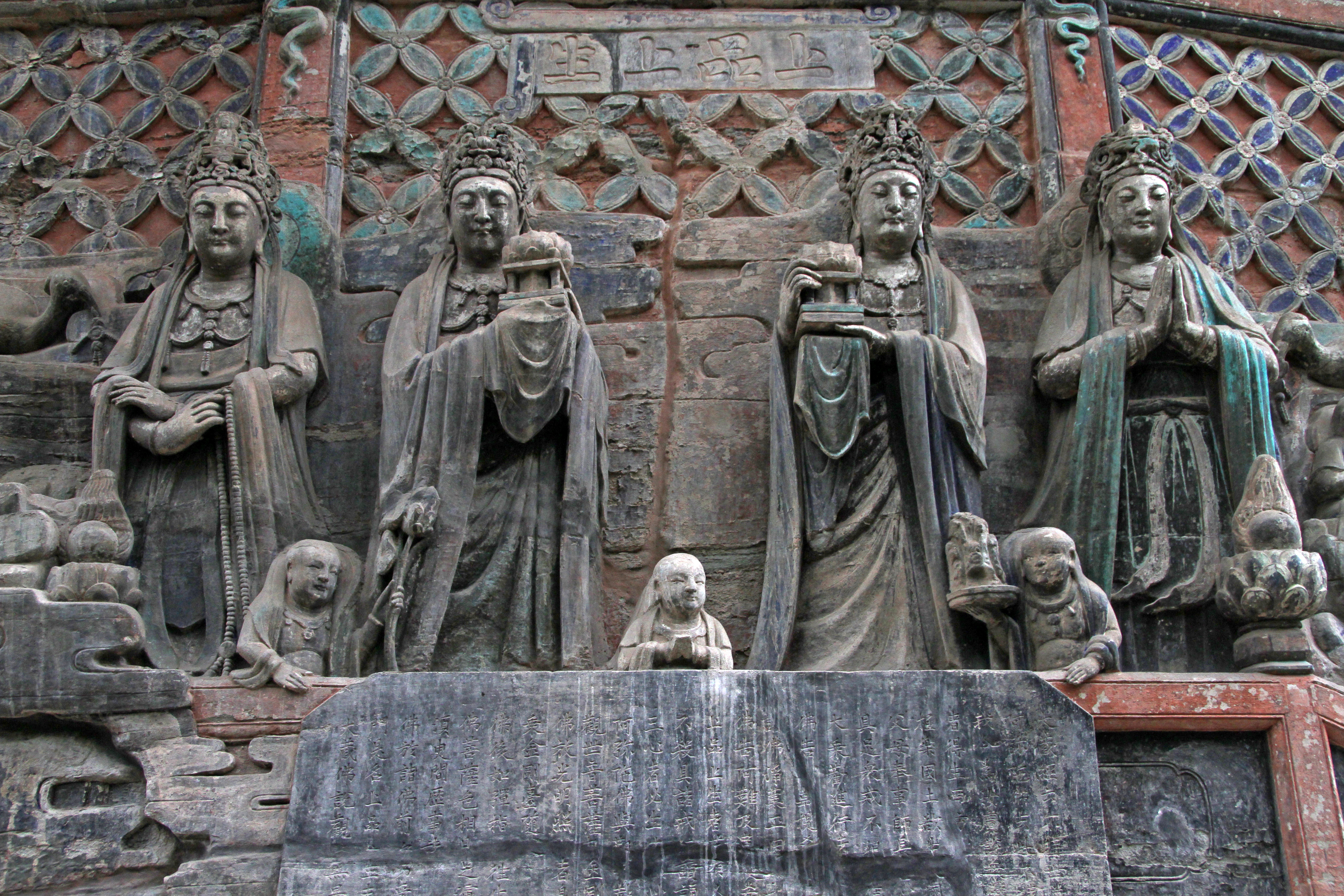
Baoding Shan
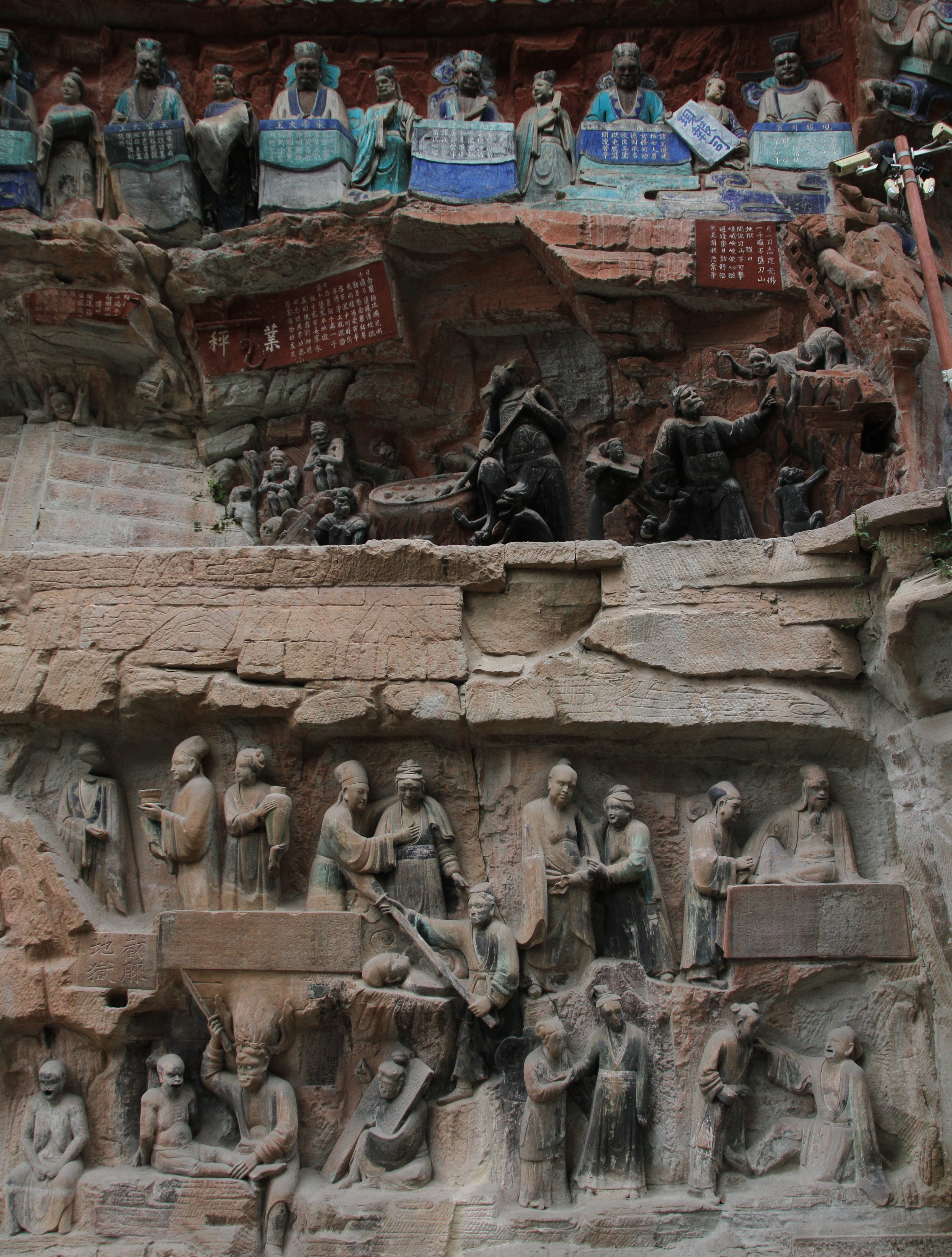
Baoding Shan